# Canoeing tại Đại hội Thể thao Đông Nam Á 2007
Canoeing tại Đại hội Thể thao Đông Nam Á năm 2007 được tổ chức tại hồ chứa nước Map Prachan (Map Prachan Reservoir), thuộc tỉnh Chon Buri, Thái Lan, từ ngày 11 đến ngày 14 tháng 12 năm 2007.
Kì đại hội này số nội dung thi đấu được tăng lên con số 12, trong đó có 9 nội dung cho nam và 3 nội dung cho nữ. Đoàn thể thao Indonesia, Myanmar và Việt Nam là những đoàn thể thao thống trị ở môn canoeing.

## Bảng huy chương
| Hạng               | Đoàn               | Vàng | Bạc | Đồng | Tổng số |
| ------------------ | ------------------ | ---- | --- | ---- | ------- |
| 1                  | Indonesia          | 4    | 5   | 3    | 12      |
| 2                  | Myanmar            | 4    | 2   | 3    | 9       |
| 3                  | Việt Nam           | 3    | 3   | 1    | 7       |
| 4                  | Thái Lan           | 1    | 2   | 3    | 6       |
| 5                  | Singapore          | 0    | 0   | 2    | 2       |
| Tổng số (5 đơn vị) | Tổng số (5 đơn vị) | 12   | 12  | 12   | 36      |

## Tóm tắt kết quả

### Nam
| Nội dung  | Vàng                                                                  | Bạc                                                                                     | Đồng                                                       |
| --------- | --------------------------------------------------------------------- | --------------------------------------------------------------------------------------- | ---------------------------------------------------------- |
| C1 500 m  | Win Htike · Myanmar                                                   | Eka Octarorianus · Indonesia                                                            | Hoàng Hồng Anh · Việt Nam                                  |
| C1 1000 m | Eka Octarorianus · Indonesia                                          | Win Htike · Myanmar                                                                     | Thammarat Phaophandee · Thái Lan                           |
| C2 500 m  | Việt Nam · Lưu Văn Hoàn · Trần Văn Long                               | Indonesia · Asnawir · Roinadi                                                           | Myanmar · Saw Sata Pha Nu · Tun Tun Naing                  |
| C2 1000 m | Việt Nam · Lưu Văn Hoàn · Trần Văn Long                               | Indonesia · Asnawir · Roinadi                                                           | Thái Lan · Rangsan Masurin · Yutthakan Khoawanna           |
| K1 500 m  | Trần Hữu Trí · Việt Nam                                               | Natthaphon Yatra · Thái Lan                                                             | John Feter Matules · Indonesia                             |
| K1 1000 m | Myint Tayzar Phone · Myanmar                                          | Sayadin · Indonesia                                                                     | Wichan Jaitieng · Thái Lan                                 |
| K2 500 m  | Indonesia · Sayadin · Silo                                            | Việt Nam · Nguyễn Thành Quang · Nguyễn Văn Chí                                          | Myanmar · Khin Maung Myint · Myint Tayzar Phone            |
| K2 1000 m | Thái Lan · Piyaphan Phaophat · Natthaphon Yatra                       | Việt Nam · Nguyễn Thành Quang · Nguyễn Văn Chí                                          | Indonesia · Diono · Kuat                                   |
| K4 1000 m | Myanmar · Khin Maung Myint · Myint Tayzar Phone · Myo Zaw · Yan Paing | Thái Lan · Anusorn Sommit · Natthaphon Yatra · Patipat Soisungwan · Piyaphan Phaophat · | Indonesia · John Feter Matules · Nursalam · Sayadin · Silo |

### Nữ
| Nội dung | Vàng                                                                  | Bạc                                                                       | Đồng                                                                                               |
| -------- | --------------------------------------------------------------------- | ------------------------------------------------------------------------- | -------------------------------------------------------------------------------------------------- |
| K1 500 m | Sarce Aronggear · Indonesia                                           | Nguyễn Thị Hà · Việt Nam                                                  | Naw Ahle Lashe · Myanmar                                                                           |
| K2 500 m | Myanmar · Myint Myint Than · Naw Ahle Lashe                           | Indonesia · Royani Rais · Sarce Aronggear                                 | Singapore · Annabelle Ng Xiang Ru · Geraldine Lee Wiling                                           |
| K4 500 m | Indonesia · Kanti Santyawati · Rasima · Royani Rais · Sarce Aronggear | Myanmar · Myint Myint Than · Naw Ahle Lashe · Phyu Thi Oo · Thin Thin Kyu | Singapore · Andrea Chen Jiewen · Annabelle Ng Xiang Ru · Geraldine Lee Wiling · Irene Chua Peixuan |